# 三島車両所
三島車両所（みしましゃりょうしょ）は、静岡県三島市にある東海旅客鉄道（JR東海）新幹線鉄道事業本部管轄の車両基地である。東海道・山陽新幹線で使用される新幹線用車両の仕業検査、臨時検査を行う。
国鉄時代は東京第一運転所・三島支所であった。

## 概要
三島駅構内に隣接しており、立地条件を生かして、朝ラッシュ時に三島駅始発列車が、夕方ラッシュ時から終電時刻までに三島駅終着列車が上下線で計十数本設定されている。特に、三島6時17分発こだま800号東京行きと東京22時48分発こだま815号三島行きは、三島駅 - 東京駅間の始発・最終電車を兼ねている。

## 所属車両
所属車両はない。N700A系やN700S系が夜間を中心に留置される。

## 歴史
東海道新幹線の開業に伴う輸送計画段階では、東京 - 熱海間の輸送量が多いため、該当区間での区間列車を運転する計画であった。しかし、熱海駅には、電留線を設置するスペースがなかったため当初は静岡まで回送していた。静岡の地価が高かったことや回送距離が長いことなどから、三島に電留線を設置することが決定された。
第1期工事として、電留線3線、整備線（仕業検査線）2線、折り返し線1線、引き上げ線1線、乗務員宿舎などを新設した。なお、本線間に折り返し線を設置するため、下り線の移設工事が1965年（昭和40年）9月21日に行われている。工事は1966年（昭和41年）7月に完了し、1966年（昭和41年）12月26日に東京運転所三島派出所が発足した。この時点では仕業検査は行われていなかった。
新幹線乗客の増加に伴う増発により、車両基地の規模拡大が必要になったが、東京と大阪の車両基地拡張を行っても収容能力の限界が近いことから、第2期工事が実施されることとなった。なお、この工事の中には、三島駅と16両編成運転対応設備新設の工事も含まれている。1969年（昭和44年）10月には着発線2線、電留線12線、仕業検査線3線にまで拡大された。同時に東京第一運転所・三島支所として運用を開始している。

## 設備
- 現業事務所
- 検修線（検修庫）
- 着発線 2線
- 電留線 12線
- 仕業検査線 3線
- 折返線 1線

## 保線所
車両所は三島駅と平行しつつ電留線が大阪方に展開するのに対し、静岡県道21号三島裾野線を越えた東京方に三島保線所が新幹線開業時から設置され、電力所・信号通信所が併設されている。
住所：静岡県三島市大宮町3丁目21−21（北緯35度7分40.46秒 東経138度55分0.55秒 / 北緯35.1279056度 東経138.9168194度）